# Massacre de Munique
Massacre de Munique, também conhecido como Tragédia de Munique, foi um atentado terrorista ocorrido durante os Jogos Olímpicos de 1972, em Munique, Alemanha, quando, em 5 de setembro, onze integrantes da equipe olímpica de Israel foram tomados reféns e assassinados pelo grupo terrorista palestino denominado Setembro Negro, sendo, até hoje, o maior atentado terrorista já ocorrido em um evento esportivo.
O governo da RFA, então liderado pelo primeiro-ministro Willy Brandt, recusou-se a permitir a intervenção de uma equipe de operações especiais do Tzahal, conforme proposta da premiê de Israel, Golda Meir.

## Prelúdio
Quando o atentado ocorreu, os Jogos Olímpicos de Munique de 1972 já estavam na segunda semana. O Comitê Olímpico Organizador da Alemanha Ocidental havia relaxado na segurança, para evitar uma ideia de militarização nas cidades alemãs. O Comitê não queria repetir a imagem deixada dos Jogos Olímpicos de Berlim de 1936, quando o ditador nazista Adolf Hitler a usou para o seu benefício.
Foi argumentado que a segurança da vila olímpica, onde os atletas estavam, era completamente insuficiente. Os atletas frequentemente passavam despercebidos pela pouca segurança a noite e frequentavam outros prédios para ver colegas atletas, saltando as cercas da vila.
A falta de segurança armada na vila deixava preocupada a delegação israelense, mesmo antes da sua chegada em Munique. Os atletas estavam em uma casa relativamente isolada na vila olímpica, no térreo do prédio próximo ao portão, o que deixava a delegação vulnerável a um atentado. Autoridades alemães prometeram mais segurança, mas tais novas medidas não foram implementadas.

## O massacre

### Invasão terrorista e começo do sequestro

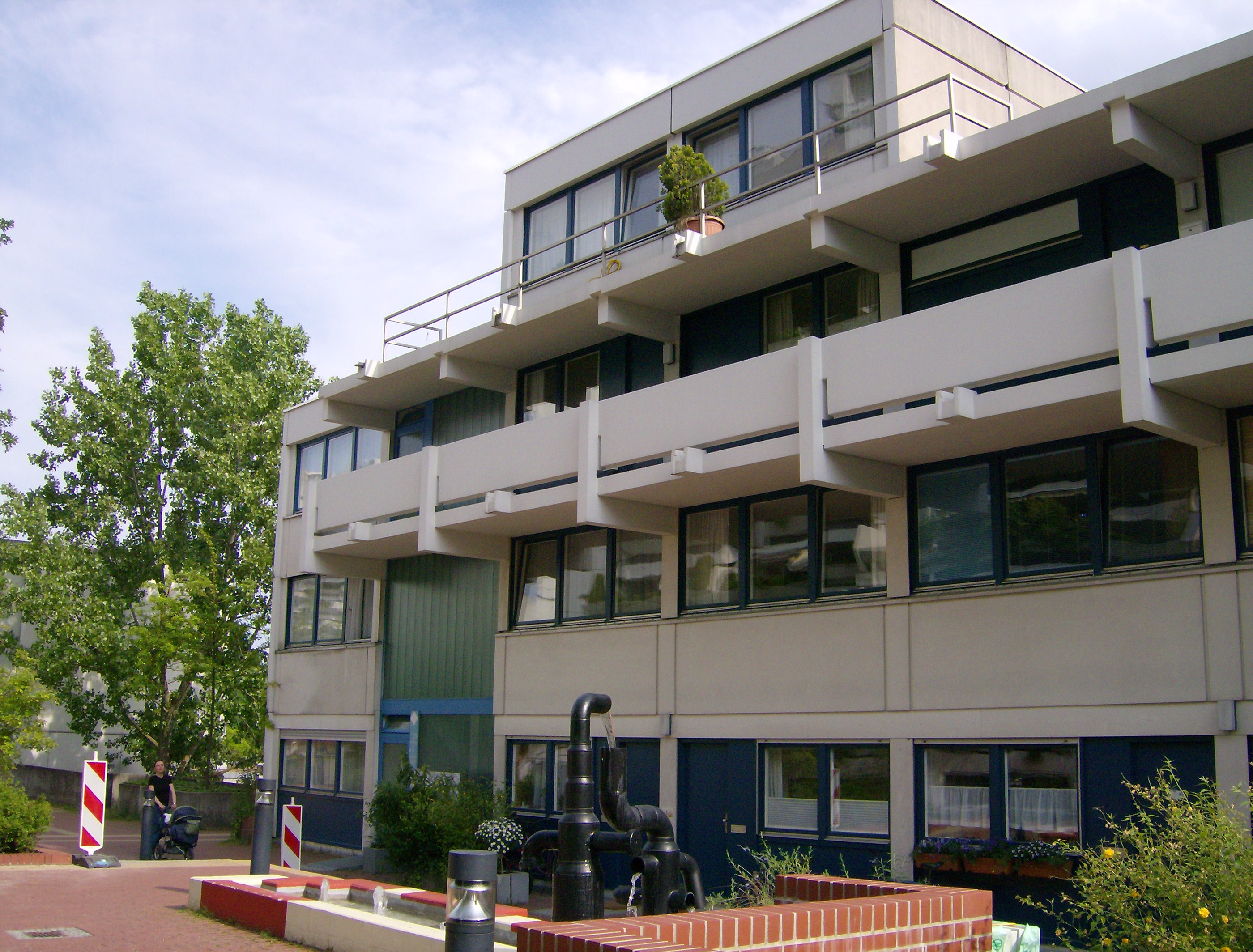
O prédio onde o Massacre de Munique aconteceu está quase inalterado hoje.

No começo da noite de 4 de setembro, vários atletas israelenses estavam assistindo a peça Um Violinista no Telhado e depois foram jantar antes de retornar para a Olympiapark (vila olímpica).
As 4h30 da manhã, hora local, no dia 5 de setembro de 1972, enquanto os atletas dormiam, oito terroristas palestinos integrantes da Organização Setembro Negro, uma facção da Organização para a Libertação da Palestina (OLP), escalaram as cercas de dois metros da vila olímpica carregando mochilas que continham rifles AKM, pistolas Tokarev e granadas. Os terroristas haviam sido treinados no Líbano e na Líbia. Lá dentro, eles roubaram chaves e entraram nos dois apartamentos ocupados pelos israelenses.
Yossef Gutfreund, um árbitro de wrestling, foi acordado com um barulho na porta. Quando foi investigar percebeu um grupo de homens mascarados e fortemente armados entrando. Ele gritou para tentar alertar seus companheiros que ainda estavam dormindo e lançou um equipamento de ginástica de 135 kg em uma tentativa de barrar a porta. As ações de Gutfreund deram ao seu colega de quarto, o treinador Tuvia Sokolovsky, tempo para escapar pela janela. O outro treinador, Moshe Weinberg, tentou lutar contra os intrusos, mas foi baleado na boca. Os terroristas palestinos entraram então no segundo apartamento. Ferido no rosto, Weinberg mentiu aos atacantes quando afirmou que as pessoas que estavam naquele quarto não eram israelenses. Ao invés disso, Weinberg os guiou para o apartamento 3. Os terroristas conseguiram fazer apenas mais alguns reféns. Como este quarto estava cheio de lutadores profissionais, Weinberg achava que eles teriam uma melhor chance de lutar, mas foram apanhados desprevenidos e foram capturados pelos agressores.
Enquanto os atletas cativos eram levados para um local no apartamento 3, Weinberg, ainda ferido, tentou novamente atacar um dos terroristas, o que permitiu ao lutador Gad Tsobari escapar até a garagem. Weinberg conseguiu deixar inconsciente um dos terroristas e feriu outro, mas foi baleado novamente e acabou morrendo. O lutador Yossef Romano, um veterano da Guerra dos Seis Dias, também tentou se voltar contra os agressores, ferindo um deles, mas foi morto logo em seguida.
Ao todo, os terroristas conseguiram fazer nove reféns. Além de Gutfreund, os cativos eram Kehat Shorr, Amitzur Shapira, Andre Spitzer, Yakov Springer, Eliezer Halfin, Mark Slavin (que com 18 anos era o mais novo no local), David Berger (que também tinha cidadania americana) e Ze'ev Friedman. Gutfreund, que era fisicamente o mais forte dos reféns, estava amarrado a uma cadeira. Amarrados nos pulsos e tornozelos, os reféns estavam presos em dois quartos. O corpo de Yossef Romano foi deixado no quarto dos reféns, como um aviso para quem tentasse resistir.
Um dos membros da delegação israelense, o professor Shaul Ladany, havia ouvido o alvoroço e os tiros, e pulou do balcão e chegou no dormitório americano e os alertou do que estava acontecendo. Outros membros da delegação conseguiram fugir e muitos permaneceram escondidos. Duas mulheres atletas estavam em outro apartamento e por isso não correram perigo. Alguns outros atletas estavam em outras cidades.
Os terroristas foram identificados como fedayins palestinos oriundos de campos de refugiados no Líbano, Síria e Jordânia. Eram: Luttif Afif (codinome Issa, era o líder do grupo), Yusuf Nazzal (Tony), Afif Ahmed Hamid (Paolo), Khalid Jamal (Salah), Ahmed Chic Thaa (Abu Halla), Mohammed Safady (Badran), Adnan Al-Gashey (Denawi) e Jamal Al-Gashey (Samir). De acordo com Simon Reeve, Afif, Nazzal e um dos seus camaradas haviam de fato trabalhado na vila olímpica e já estavam a semanas no local, inspecionando a região para o ataque. Segundo um atleta uruguaio, Nazzal já havia entrado no prédio onde os israelenses estavam menos de 24 horas antes do sequestro, mas foi identificado como um funcionário. Os outros terroristas vieram de trem e avião, usando passaportes falsos. Atletas não israelenses não foram retidos pelos sequestradores palestinos.
O sequestro imediatamente chamou a atenção da mídia internacional. Autoridades de Israel, Estados Unidos e até da Jordânia condenaram o atentado e pediram a libertação dos reféns.
Os terroristas exigiram a libertação de 234 detentos palestinos presos em Israel. Também pediram a soltura dos alemães Andreas Baader e Ulrike Meinhof, membros da Fração do Exército Vermelho. O corpo de Weinberg, crivado por balas, foi jogado para fora para mostrar a determinação dos sequestradores. Os políticos israelenses afirmaram que não haveria negociações e não cederiam as exigências dos terroristas. Israel também pediu autorização para o governo alemão para enviar suas forças especiais para a região, mas os alemães negaram. A situação era controversa, pois os reféns eram judeus, o que tornava tudo mais complicado para os políticos alemães.
Enquanto amanhecia, um grupo de agentes da polícia alemã se aproximaram do prédio pelo telhado. Contudo, todos os quartos tinham televisão e a luz não havia sido cortada. Assim, pela TV, os palestinos viram a chegada dos policiais e exigiram sua retirada, que foi prontamente atendida para evitar retaliações contra os reféns. Os negociadores então pediram para falar com alguns reféns. Kehat Shorr e Andre Spitzer se aproximaram da janela, mas com armas apontadas para eles, não puderam responder muita coisa. Pelo que se podia ver nesse momento, alguns reféns haviam sofrido abusos físicos dentro do apartamento.

### Emboscada e massacre
Os terroristas então mudaram suas exigências, passando a pedir por um avião e helicópteros. O governo alemão concordou e enviou dois UH-1 Iroquois para transportar os reféns até a Base Aérea de Fürstenfeldbrück. Contudo, os alemães na verdade pretendiam emboscar os terroristas quando eles embarcassem no avião. Vendo que a distância dos apartamentos até os helicópteros era de 200 metros, a polícia alemã também posicionou atiradores de elite no caminho.
Luttif Afif, o líder dos terroristas, havia insistido em inspecionar o caminho entre o helicóptero e o apartamento antes dos reféns serem descarregados. Isso pegou a polícia de surpresa. Afif estava acompanhado de alguns colegas terroristas e três reféns (Schreiber, Tröger e Genscher). Os agentes alemães que estavam esperando por uma oportunidade de emboscar os palestinos tiveram de deixar suas posições às pressas. Essa movimentação chamou a atenção dos terroristas que perceberam que algo estava errado. Afif então exigiu um ônibus que os levassem até os helicópteros. Os agentes alemães perto do apartamento e do aeroporto não estavam bem armados e, definitivamente, de acordo com seus próprios oficiais, não tinham preparo para lidar com uma situação deste calibre. Na verdade, um dos "atiradores de elite" da polícia que havia sido deslocado para o local na verdade não tinha treinamento de atirador de precisão. De acordo com o chefe do Mossad, Zvi Zamir, seus homens não haviam sido consultados sobre os planos de emboscada dos alemães.
Um Boeing 727 foi então separado para os terroristas, como eles haviam exigido. A tripulação da aeronave, contudo, era formada por agentes alemães disfarçados. Os terroristas Luttif Afif e Yusuf Nazzal iriam inspecionar a aeronave antes que o resto do seu grupo e os reféns entrassem. O plano era pegar os dois primeiros palestinos enquanto entravam no avião, com o restante do grupo sendo abatido pelos atiradores de elite no lado de fora. No total, todos os oito terroristas chegaram no aeroporto, junto com dois helicópteros cheios de reféns.
Quando os dois helicópteros dos terroristas chegaram, os policiais disfarçados dentro do avião decidiram abandonar suas posições (sem consultar o Alto-Comando). Assim, apenas os cinco atiradores de elite da polícia estavam presentes para a emboscada planejada. O coronel Ulrich Wegener, das forças especiais alemães, alertou que a situação ficaria feia.
Às 22h30 de 5 de setembro, os helicópteros pousaram no aeroporto de Fürstenfeldbruck. Quatro dos seis terroristas presentes ficaram para trás guardando os reféns, enquanto Afif e Nazzal avançaram para inspecionar o avião cedido para a fuga pelas autoridades alemães. Ao entrar na aeronave eles viram que não havia tripulação e suspeitaram de uma emboscada. Os dois terroristas correram de volta para os helicópteros. Sem receber ordens, um dos atiradores da polícia abriu fogo diversas vezes contra Afif e Nazzal enquanto corriam, com Nazzal sendo atingido. Os demais policiais na localidade então receberam ordens para atirar.
Com o começo da emboscada, o caos se instaurou. Ahmed Chic Thaa e Afif Ahmed Hamid que estavam perto dos helicópteros com os reféns foram mortos pela polícia. Outros dois terroristas procuraram cobertura e evadiram os atiradores de elite. Um intenso tiroteio se seguiu, com um policial alemão, Anton Fliegerbauer, sendo morto. Os reféns dentro dos helicópteros estavam amarrados e não podiam fugir.
A emboscada alemã foi muito mal planejada. Além de despreparados para aquele tipo de situação, os alemães não tinham equipamento pesado, como veículos blindados, disponível na região. Com o tiroteio se iniciando, os terroristas entraram em pânico. Luttif Afif, líder do grupo, perto de quatro minutos depois da meia-noite do dia 6 de setembro, se levantou do lado do primeiro helicóptero e apontou seu fuzil AK-47 para os reféns que estavam dentro dele amarrados e abriu fogo à queima roupa contra eles. Os israelenses Springer, Halfin e Friedman foram mortos na hora. Um quarto refém, Berger, morreu momentos depois devido aos ferimentos. Um terrorista, possivelmente ainda sendo Afif, lançou uma granada contra o helicóptero, incinerando os corpos dos reféns a bordo. O segundo helicóptero foi encontrado, alguns metros ao lado, cheio de reféns mortos baleados, possivelmente vítimas de Adnan Al-Gashey, um dos terroristas palestinos, que assim como Afif, voltou suas armas contra os reféns e os matou a sangue frio (Gutfreund, Shorr, Slavin, Spitzer e Shapira levaram cada um pelo menos quatro tiros). Dos reféns do primeiro helicóptero destruído, apenas o corpo do atleta Ze'ev Friedman foi recuperado relativamente em boas condições.
Luttif Afif tentou escapar da área, mas encontrou mais policiais e morreu na troca de tiros subsequente. Outro terrorista, Khalid Jamal, morreu baleado enquanto tentava fugir. Três palestinos, Jamal Al-Gashey, Mohammed Safady e Adnan Al-Gashey decidiram se entregar. Yusuf Nazza conseguiu fugir, mas foi encontrado pela polícia nas proximidades e então foi morto numa troca de tiros. À 1h30 da madrugada de 6 de setembro, um pouco mais de 24 horas depois do começo da crise, tudo estava terminado.
O saldo do massacre foi alto. Um total de cinco terroristas foram mortos (outros três foram capturados). Cerca de onze reféns (David Berger, Ze'ev Friedman, Joseph Gottfreund, Eliezer Halfin, Joseph Romano, Andrei Schpitzer, Amitsur Shapira, Kahat Shor, Mark Slavin, Yaakov Springer e Moshe Weinberg) e um policial alemão também perderam a vida.
Apesar da resistência inicial, o Comitê Organizador das Olimpíadas decidiu suspender os jogos. Uma cerimônia foi feita no Estádio Olímpico de Munique, onde 80 000 espectadores e 3 000 atletas compareceram. Autoridades de vários países pelo mundo condenaram os atentados.

## Consequências

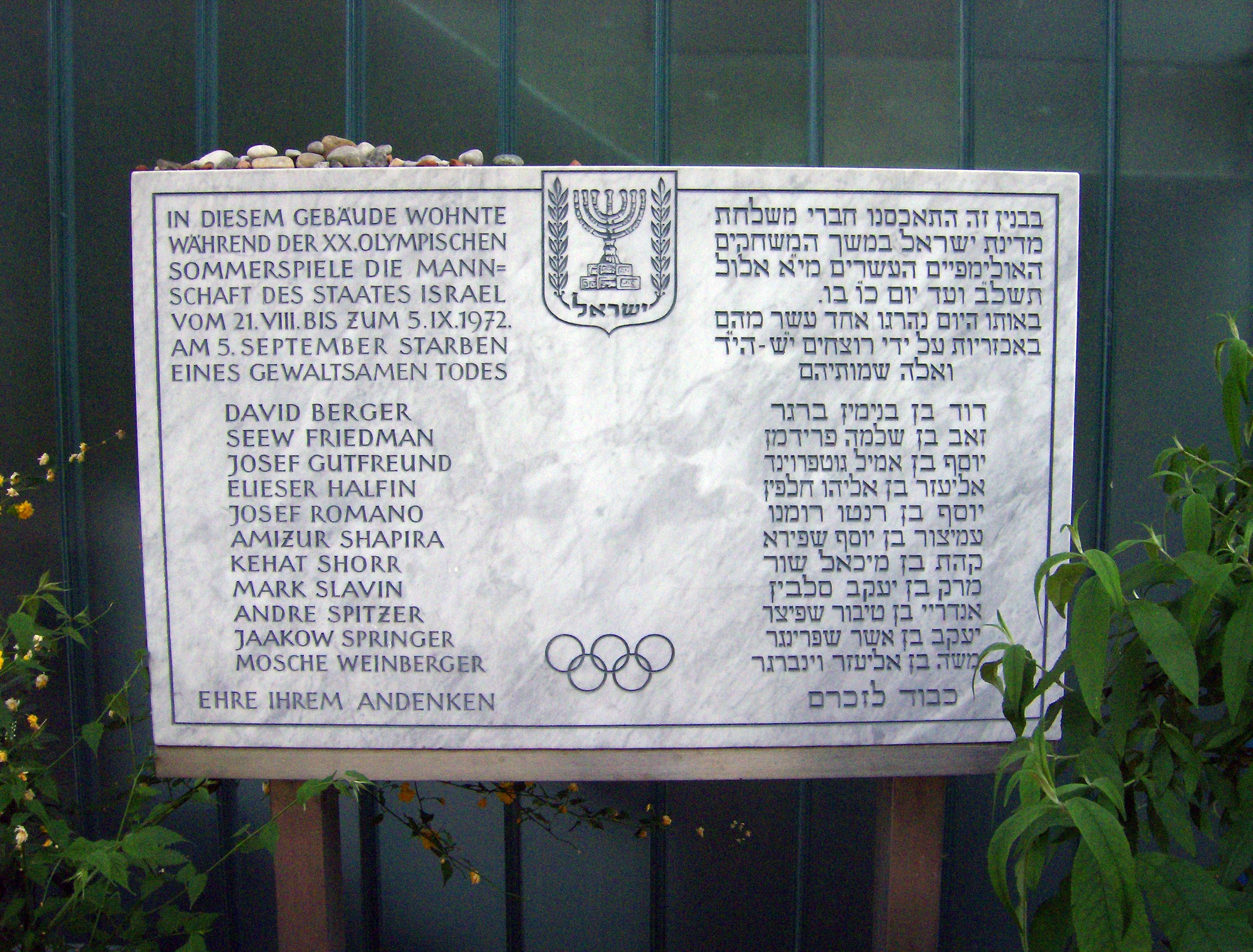
Memorial placa na frente dos quartos dos atletas israelenses. A inscrição, em alemão e hebraico, lê-se: A equipe do Estado de Israel permaneceu neste edifício durante os Jogos Olímpicos de Verão de 21 de agosto a 5 de setembro 1972. Em 5 de setembro, teve uma morte violenta. Honra de sua memória.

Pouco depois do massacre dos atletas, o governo alemão decidiu fundar uma unidade policial contra-terrorista, o GSG 9, para lidar melhor com situações semelhantes no futuro. Esta unidade se transformou num exemplo mundial no combate ao terrorismo. Várias nações Europeias também adotaram novas medidas de segurança para evitar incidentes similares.
Perto de dois meses depois deste atentado, o voo 615 da Lufthansa foi sequestrado por terroristas palestinos simpatizantes do movimento Setembro Negro. Eles exigiram a soltura dos três terroristas presos após o Massacre de Munique. O governo alemão atendeu este pedido, apesar de veementes protestos das autoridades israelenses. Os três terroristas foram então para a Líbia, onde foram recebidos como heróis. Os terroristas afirmaram que o motivo do atentado era chamar atenção mundial para a causa da independência da Palestina, cujo território estava sob ocupação militar israelense desde o final da década de 1960.
Então, sob ordens da primeira-ministra israelense, Golda Meir, os três terroristas sobreviventes passaram a ser perseguidos pela Mossad e crê-se que dois deles foram assassinados (Mohammed Safady e Adnan Al-Gashey). Esta operação chamou-se Cólera de Deus (em hebraico: מבצע זעם האל). Abu Daoud, o terceiro terrorista e mentor do massacre, conseguiu sobreviver a um atentado contra sua vida em 1981, na cidade de Varsóvia, mas faleceu dia 3 de julho de 2010, em Damasco (capital da Síria), de falência renal.
Outra resposta aos atentados foi o bombardeio aéreo, feito pela aviação militar israelense, contra posições de grupos palestinos na Síria e no Líbano, apenas dois dias após o massacre.
Décadas mais tarde, os descendentes das vítimas receberam indenizações, pelo governo alemão, que chegaram a 3 milhões de euros.
Em agosto de 2016, durante os Jogos do Rio, pela primeira vez aconteceu durante uma Olimpíada, um reconhecimento oficial foi feito em memória das vítimas.

## Filme
Foi lançado em 2005 o filme Munique, dirigido por Steven Spielberg, tendo sido indicado a cinco prêmios Óscar, incluindo melhor filme e melhor diretor.
O filme conta a história da suposta operação de retaliação do governo israelense lançada logo após o massacre contra os responsáveis pelo atentado.